# 黑川原站
黑川原站（日语：／ Kurokawabara eki */?）是位於愛知縣渥美郡田原町大字大久保，名古屋鐵道的渥美線車站（廢站）。
此站曾經計劃延長至伊良湖岬方向，鐵道省已於此站至三河福江（現時：田原市福江町）之間進行路基工程，但是由於發生太平洋戰爭使工程中止，成為未成線。當中首先計劃建設鐵路線由此站至堀切（現時：田原市堀切町）之間，並且已經進行了勘測工作。

## 歷史
- 1926年（大正15年）4月10日 - 隨著三河田原至此站之間開通，渥美鐵鉄車站啟用[1]。
- 1937年（昭和12年）10月9日 - 豐橋市渥美郡田原町至同郡福江町（日语：福江町 (田原市)）之間鐵路建設停止[2]
- 1940年（昭和15年）9月1日 - 與名古屋鐵道合併，渥美電鐵車站由名古屋鐵道繼承（成為渥美線）[3]。
- 1943年（昭和18年） - 為了鐵路運送排泄物（日语：鉄道による糞尿輸送），於車站內建造了儲存槽[4]
- 1944年（昭和19年）6月5日 - 第二次世界大戰期間需要提供物資，因此使用了包括此站在內的路軌用作物資，三河田原至此站之暫停營業。暫時期間為5年[4]
- 1954年（昭和29年）11月20日 - 渥美線三河田原至此站之間正式廢止。

## 車站構造
此站是地面車站，設有2面2線的千鳥式月台（單式轉轍器）。本線和上行1號線。另外設有本線單式轉轍器連接2面1線貨運月台（港灣式月台）。共有3面3線月台。在旅客月台上沒有止衝擋。車站西邊設有稱為「陸橋」的路堤，在三河福江方向建設了路軌。
本線側邊的U字形月台與站前通之間沒有梯級差。該月台上設有車站大樓、廁所和貨物上蓋。在貨物月台上設有排泄物儲存槽。車站設有站內平交道連接上行1號月台（單式月台），於月台上設有候車室。

## 其他
車站遺址是位於田原市大久保町。推測於國道259號（田原街道）和愛知縣道28號田原高松線路口（大久保南路口）以西約100m附近。由於進行了道路工程，因此沒有車站痕蹟。

## 相鄰車站
名古屋鐵道
渥美線
加治－黑川原

## 注腳